# احترام به عشق
احترام به عشق (به تامیلی: Kadhalukku Mariyadhai) و (به انگلیسی: Respect for Love) فیلمی هندی محصول سال ۱۹۸۵ و به کارگردانی فاضیل است. در این فیلم بازیگرانی همچون ویجای، شالینی و سریویدیا ایفای نقش کرده‌اند.